# الشونة الجنوبية
الشونة الجنوبية منطقة سكنية تقع في لواء الشونة الجنوبية، محافظة البلقاء في الأردن. تنتمي المنطقة لقضاء الشونة الجنوبية الذي يضم 8 مناطق. يقدر عدد سكانها بـ 2887 نسمة حسب إحصاء 2015. هي مركز لواء الشونة الجنوبية وتقع في منطقة الغور (أخفض بقعة في الأرض) وتبعد عن العاصمة عمان بحدود 30 كم وهي من ضمن محافظة البلقاء وتحد الضفة الغربية. تشتهر الشونة الجنوبية بزراعة الموز والحمضيات، وهي من المناطق السياحية حيث أنها مناطق حدودية وزراعية وكونها تقع بالقرب من البحر الميت، كما يوجد بها النصب التذكاري للجندي المجهول في منطقة الكرامة.

## الوصلات الخارجية
- دائرة الاحصاءات العامة